# Rafael Ábalos
Rafael Ábalos (Archidona, Málaga, 12 oktober 1956) is een Spaans schrijver.
Ábalos doceerde rechten aan de Universiteit van Málaga en was naast schrijver ook advocaat. Hij is getrouwd en heeft twee kinderen, een dochter en een zoon.
Zijn bekendste boek is Grimpow, het geheim der wijzen, een avonturenroman voor jongeren.